# Romeries
Romeries és un municipi francès, situat a la regió dels Alts de França, al departament del Nord. L'any 2006 tenia 429 habitants. Limita al nord-est amb Escarmain i Beaudignies, a l'est amb Neuville-en-Avesnois, al sud-est amb Vendegies-au-Bois, al sud amb Beaurain, al sud-oest amb Solesmes i al nord-oest amb Vertain.

## Demografia
| 1962                                       | 1968 | 1975 | 1982 | 1990 | 1999 | 2006 |
| ------------------------------------------ | ---- | ---- | ---- | ---- | ---- | ---- |
| 484                                        | 490  | 492  | 407  | 385  | 350  | 429  |
| Des de 1962: població sense dobles comptes |      |      |      |      |      |      |

## Administració
| Període | Identitat        | Partit |
| ------- | ---------------- | ------ |
| 2001-   | Sylviane Marouze |        |